# Захаров (Клетский район)
Захаров — хутор в Клетском районе Волгоградской области России. Административный центр Захаровского сельского поселения. Население 623 чел. (2010) .

## История
В соответствии с Законом Волгоградской области от 14 февраля 2005 года № 1003-ОД «Об установлении границ и наделении статусом Клетского района и муниципальных образований в его составе», хутор возглавил образованное Захаровское сельское поселение.

## География
Расположен в западной части региона.
Абсолютная высота 126 метров над уровнем моря.
Уличная сеть
состоит из 10 географических объектов 4 типов:
- Площадь: пл. Памяти
- Переулки: Родниковый пер., Садовый пер.
- Садовое товарищество: снт Ручеек
- Улицы: ул. Гагарина, ул. Заречная, ул. Звездная, ул. Молодёжная, ул. Набережная, ул. Раздольная→ ул. Садовая, ул. Степная, ул. Центральная

## Население
| 2010 |
| ---- |
| 623  |

Гендерный состав
По данным Всероссийской переписи населения 2010 года в гендерной структуре населения из 623 человек мужчин — 284, женщин — 339 (45,6 и 54,4 % соответственно).
Национальный состав
Согласно результатам переписи 2002 года, в национальной структуре населения
русские составляли 83 % от общей численности населения в 659 чел..

## Инфраструктура
Развитое сельское хозяйство. Личное подсобное хозяйство.

## Транспорт
стоит на автодорогах «Курганный — Клетская» (идентификационный номер 18 ОП МЗ 18Н-53), «Захаров (км 2,6) — Селиванов — Гвардейский» (идентификационный номер 18 ОП МЗ 18Н-54).